# Frankrijk op het Eurovisiesongfestival 2019
Frankrijk deed mee aan het Eurovisiesongfestival 2019 in Tel Aviv. De Franse publieke omroep France Télévisions was verantwoordelijk voor de bijdrage. De inzending werd bepaald door de nationale finale Destination Eurovision.

## Destination Eurovision
De voorronde bestond uit twee halve finales en een finale. In elke halve finale traden negen artiesten aan, waarvan de beste vier naar de finale gingen. In de halve finale werd gebruik gemaakt van een 50/50-stemming door een vijfkoppige jury en televote. Ook moesten de artiesten met, behalve hun eigen liedje, een cover aantreden. In de finale werd gebruik gemaakt van televote en een tienkoppige jury.

### Eerste halve finale
De eerste halve finale vond plaats op 12 januari 2019. Het liedje van Bilal Hassani werd onder andere geschreven door het duo Madame Monsieur, die Frankrijk op het Eurovisiesongfestival 2018 vertegenwoordigden. Daar werden ze dertiende.
| Volgorde | Artiest            | Liedje              | Cover (Originele artiest)                        | Jury | Televote | Totaal | Plaats |
| -------- | ------------------ | ------------------- | ------------------------------------------------ | ---- | -------- | ------ | ------ |
| 1        | Naestro            | "Le brasier"        | "Perfect" (Ed Sheeran)                           | 12   | 8        | 20     | 9      |
| 2        | Florina            | "In the Shadow"     | "L'hymne à l'amour" (Édith Piaf)                 | 0    | 21       | 21     | 8      |
| 3        | Chimène Badi       | "Là-haut"           | "Je ne regrette rien" (Édith Piaf)               | 22   | 44       | 66     | 2      |
| 4        | Battista Acquaviva | "Passiò"            | "Parla più piano" (Gianni Morandi)               | 2    | 29       | 31     | 7      |
| 5        | Silvàn Areg        | "Allez leur dire"   | "Un homme debout" (Claudio Capéo)                | 38   | 21       | 59     | 3      |
| 6        | Bilal Hassani      | "Roi"               | "Carmen" (Stromae)                               | 58   | 57       | 115    | 1      |
| 7        | Aysat              | "Comme une grande"  | "Dancing Queen" (ABBA)                           | 34   | 6        | 40     | 4      |
| 8        | Lautner            | "J'ai pas le temps" | "J'ai cherché" (Amir)                            | 26   | 9        | 35     | 5      |
| 9        | Mazy               | "Oulala"            | "Si seulement je pouvais lui manquer" (Calogero) | 18   | 15       | 33     | 6      |

| 1 | Naestro            | "Le brasier"        | —  | 2  | 2  | 2  | 6  | 12 |
| 2 | Florina            | "In the Shadow"     | —  | —  | —  | —  | —  | 0  |
| 3 | Chimène Badi       | "Là-haut"           | 2  | 6  | 6  | —  | 8  | 22 |
| 4 | Battista Acquaviva | "Passiò"            | —  | —  | —  | —  | 2  | 2  |
| 5 | Silvàn Areg        | "Allez leur dire"   | 10 | 12 | 10 | 6  | —  | 38 |
| 6 | Bilal Hassani      | "Roi"               | 12 | 10 | 12 | 12 | 12 | 58 |
| 7 | Aysat              | "Comme une grande"  | 8  | 8  | 8  | 10 | —  | 34 |
| 8 | Lautner            | "J'ai pas le temps" | 4  | 4  | —  | 8  | 10 | 26 |
| 9 | Mazy               | "Oulala"            | 6  | —  | 4  | 4  | 4  | 18 |

### Tweede halve finale
De tweede halve finale vond plaats op 19 januari 2019.
| Volgorde | Artiest        | Liedje                                 | Cover (Originele artiest)              | Jury | Televote | Totaal | Plaats |
| -------- | -------------- | -------------------------------------- | -------------------------------------- | ---- | -------- | ------ | ------ |
| 1        | Gabriella      | "On cherche encore (Never Get Enough)" | "L'encre de tes yeux" (Francis Cabrel) | 14   | 18       | 32     | 6      |
| 2        | The Divaz      | "La voix d'Aretha"                     | "Respect" (Aretha Franklin)            | 26   | 28       | 54     | 3      |
| 3        | Ugo            | "Ce qui me blesse"                     | "Résiste" (France Gall)                | 30   | 8        | 38     | 5      |
| 4        | Tracy de Sá    | "Por aqui"                             | "Lose Yourself" (Eminem)               | 2    | 13       | 15     | 8      |
| 5        | Emmanuel Moire | "La promesse"                          | "Take On Me" (a-ha)                    | 28   | 56       | 84     | 2      |
| 6        | Noémie         | "Ma petite famille"                    | "Wonderwall" (Oasis)                   | 8    | 6        | 14     | 9      |
| 7        | Seemone        | "Tous les deux"                        | "Magnolias for ever" (Claude François) | 60   | 53       | 113    | 1      |
| 8        | Doutson        | "Sois un bon fils"                     | "Femme libérée" (Cookie Dingler)       | 24   | 15       | 39     | 4      |
| 9        | PhilipElise    | "Madame la paix"                       | "J'veux du soleil" (Au P'tit Bonheur)  | 18   | 13       | 31     | 7      |

| 1 | Gabriella      | "On cherche encore (Never Get Enough)" | —  | 10 | 4  | —  | —  | 14 |
| 2 | The Divaz      | "La voix d'Aretha"                     | 2  | 8  | 6  | 6  | 4  | 26 |
| 3 | Ugo            | "Ce qui me blesse"                     | 8  | 4  | —  | 8  | 10 | 30 |
| 4 | Tracy de Sá    | "Por aqui"                             | —  | —  | —  | —  | 2  | 2  |
| 5 | Emmanuel Moire | "La promesse"                          | 10 | 6  | —  | 4  | 8  | 28 |
| 6 | Noémie         | "Ma petite famille"                    | —  | —  | 8  | —  | —  | 8  |
| 7 | Seemone        | "Tous les deux"                        | 12 | 12 | 12 | 12 | 12 | 60 |
| 8 | Doutson        | "Sois un bon fils"                     | 6  | –  | 10 | 2  | 6  | 24 |
| 9 | PhilipElise    | "Madame la paix"                       | 4  | 2  | 2  | 10 | —  | 18 |

### Finale
De finale vond plaats op 26 januari 2019. De winnaar zou Frankrijk op het Eurovisiesongfestival in Tel Aviv vertegenwoordigen. Ook met deze halve finale moesten de artiesten aantreden met een cover: een liedje van het Eurovisiesongfestival.
| Volgorde | Artiest        | Liedje             | Cover (originele artiest)              | Jury | Televote | Totaal | Plaats |
| -------- | -------------- | ------------------ | -------------------------------------- | ---- | -------- | ------ | ------ |
| 1        | Chimène Badi   | "Là-haut"          | "Ne partez pas sans moi" (Celine Dion) | 56   | 63       | 119    | 3      |
| 2        | Silvàn Areg    | "Allez leur dire"  | "Le Dernier qui a parlé..." (Amina)    | 76   | 26       | 102    | 5      |
| 3        | The Divaz      | "La voix d'Aretha" | "Waterloo" (ABBA)                      | 44   | 48       | 92     | 6      |
| 4        | Emmanuel Moire | "La promesse"      | "Euphoria" (Loreen)                    | 64   | 51       | 115    | 4      |
| 5        | Doutson        | "Sois un bon fils" | "J'ai cherché" (Amir)                  | 10   | 8        | 18     | 8      |
| 6        | Seemone        | "Tous les deux"    | "L'oiseau et l'enfant" (Marie Myriam)  | 94   | 62       | 156    | 2      |
| 7        | Bilal Hassani  | "Roi"              | "Fuego" (Eleni Foureira)               | 50   | 150      | 200    | 1      |
| 8        | Aysat          | "Comme une grande" | "Fairytale" (Alexander Rybak)          | 26   | 12       | 38     | 7      |

| Gedetailleerde internationale jurystemmen | Gedetailleerde internationale jurystemmen | Gedetailleerde internationale jurystemmen | Gedetailleerde internationale jurystemmen | Gedetailleerde internationale jurystemmen | Gedetailleerde internationale jurystemmen | Gedetailleerde internationale jurystemmen | Gedetailleerde internationale jurystemmen | Gedetailleerde internationale jurystemmen | Gedetailleerde internationale jurystemmen | Gedetailleerde internationale jurystemmen | Gedetailleerde internationale jurystemmen | Gedetailleerde internationale jurystemmen | Gedetailleerde internationale jurystemmen |
| Volgorde                                  | Artiest                                   | Liedje                                    | Albanië Rona Nishliu                      | Wit-Rusland Olga Sahlamaka                | Cyprus Alex Panayi                        | Duitsland Cristoph Pellander              | Ierland Michael Kealy                     | Israël Doron Medalie                      | Italië Nicola Caligiore                   | Rusland Ekaterina Orlova                  | Spanje Beatriz Luengo                     | Zwitserland Reto Peritz                   | Totaal                                    |
| ----------------------------------------- | ----------------------------------------- | ----------------------------------------- | ----------------------------------------- | ----------------------------------------- | ----------------------------------------- | ----------------------------------------- | ----------------------------------------- | ----------------------------------------- | ----------------------------------------- | ----------------------------------------- | ----------------------------------------- | ----------------------------------------- | ----------------------------------------- |
| 1                                         | Chimène Badi                              | "Là-haut"                                 | 6                                         | 10                                        | 4                                         | 10                                        | 2                                         | —                                         | 4                                         | 12                                        | 2                                         | 6                                         | 56                                        |
| 2                                         | Silvàn Areg                               | "Allez leur dire"                         | 4                                         | 2                                         | 8                                         | 8                                         | 12                                        | 10                                        | 2                                         | 6                                         | 12                                        | 12                                        | 76                                        |
| 3                                         | The Divaz                                 | "La voix d'Aretha"                        | —                                         | 6                                         | 2                                         | 2                                         | —                                         | 12                                        | 6                                         | 10                                        | 4                                         | 2                                         | 44                                        |
| 4                                         | Emmanuel Moire                            | "La promesse"                             | 8                                         | 8                                         | 10                                        | 4                                         | 8                                         | —                                         | 10                                        | 8                                         | 8                                         | —                                         | 64                                        |
| 5                                         | Doutson                                   | "Sois un bon fils"                        | 2                                         | —                                         | —                                         | —                                         | 4                                         | 4                                         | —                                         | —                                         | —                                         | —                                         | 10                                        |
| 6                                         | Seemone                                   | "Tous les deux"                           | 12                                        | 12                                        | 12                                        | 12                                        | 10                                        | 8                                         | 12                                        | —                                         | 6                                         | 10                                        | 94                                        |
| 7                                         | Bilal Hassani                             | "Roi"                                     | 10                                        | 4                                         | 6                                         | 6                                         | 6                                         | 2                                         | —                                         | 2                                         | 10                                        | 4                                         | 50                                        |
| 8                                         | Aysat                                     | "Comme une grande"                        | —                                         | —                                         | —                                         | —                                         | —                                         | 6                                         | 8                                         | 4                                         | —                                         | 8                                         | 26                                        |

1956 · 1957 · 1958 · 1959 · 1960 · 1961 · 1962 · 1963 · 1964 · 1965 · 1966 · 1967 · 1968 · 1969 · 1970 · 1971 · 1972 · 1973 · 1974 · 1975 · 1976 · 1977 · 1978 · 1979 · 1980 · 1981 · 1982 · 1983 · 1984 · 1985 · 1986 · 1987 · 1988 · 1989 · 1990 · 1991 · 1992 · 1993 · 1994 · 1995 · 1996 · 1997 · 1998 · 1999 · 2000 · 2001 · 2002 · 2003 · 2004 · 2005 · 2006 · 2007 · 2008 · 2009 · 2010 · 2011 · 2012 · 2013 · 2014 · 2015 · 2016 · 2017 · 2018 · 2019 · 2020 · 2021 · 2022 · 2023 · 2024 · 2025
Albanië · Armenië · Australië · Azerbeidzjan · België · Cyprus · Denemarken · Duitsland · Estland · Finland · Frankrijk · Georgië · Griekenland · Hongarije · Ierland · IJsland · Israël · Italië · Kroatië · Letland · Litouwen · Malta · Moldavië · Montenegro · Nederland · Noord-Macedonië · Noorwegen · Oostenrijk · Polen · Portugal · Roemenië · Rusland · San Marino · Servië · Slovenië · Spanje · Tsjechië · Verenigd Koninkrijk · Wit-Rusland · Zweden · Zwitserland